# Kemujan (Adimulyo)
Kemujan is een bestuurslaag in het regentschap Kebumen van de provincie Midden-Java, Indonesië. Kemujan telt 1204 inwoners (volkstelling 2010).